# Sharon (Nowy Jork)
Sharon – town w Stanach Zjednoczonych, w stanie Nowy Jork, w hrabstwie Schoharie.
Powierzchnia town wynosi 39,16 mi² (około 101,4 km²). W 2010 roku jego populacja wynosiła 1846 osób, a liczba gospodarstw domowych: 915. W 2000 roku zamieszkiwało je 1843 osób, a w 1990 mieszkańców było 1892.
Na terenie town leży village Sharon Spirings.